# Miniș
Miniș [węg. Ménes] – wieś w Rumunii, w okręgu Arad, w gminie Ghioroc. W 2011 roku liczyła 654 mieszkańców. 